# Leucauge scalaris
Leucauge scalaris är en spindelart som först beskrevs av Tord Tamerlan Teodor Thorell 1890.  Leucauge scalaris ingår i släktet Leucauge och familjen käkspindlar. Inga underarter finns listade i Catalogue of Life.